# Marsdenia cryptostemma
Marsdenia cryptostemma är en oleanderväxtart som beskrevs av Choux. Marsdenia cryptostemma ingår i släktet Marsdenia och familjen oleanderväxter. Inga underarter finns listade i Catalogue of Life.